# Rose City (Míchigan)
Rose City es una ciudad ubicada en el condado de Ogemaw en el estado estadounidense de Míchigan. En el Censo de 2010 tenía una población de 653 habitantes y una densidad poblacional de 232,59 personas por km².

## Geografía
Rose City se encuentra ubicada en las coordenadas 44°25′16″N 84°6′56″O / 44.42111, -84.11556. Según la Oficina del Censo de los Estados Unidos, Rose City tiene una superficie total de 2.81 km², de la cual 2.79 km² corresponden a tierra firme y (0.74%) 0.02 km² es agua.

## Demografía
Según el censo de 2010, había 653 personas residiendo en Rose City. La densidad de población era de 232,59 hab./km². De los 653 habitantes, Rose City estaba compuesto por el 96.94% blancos, el 0.15% eran afroamericanos, el 1.23% eran amerindios, el 0.31% eran asiáticos, el 0% eran isleños del Pacífico, el 0.46% eran de otras razas y el 0.92% pertenecían a dos o más razas. Del total de la población el 1.68% eran hispanos o latinos de cualquier raza.